# Alfajor (España)

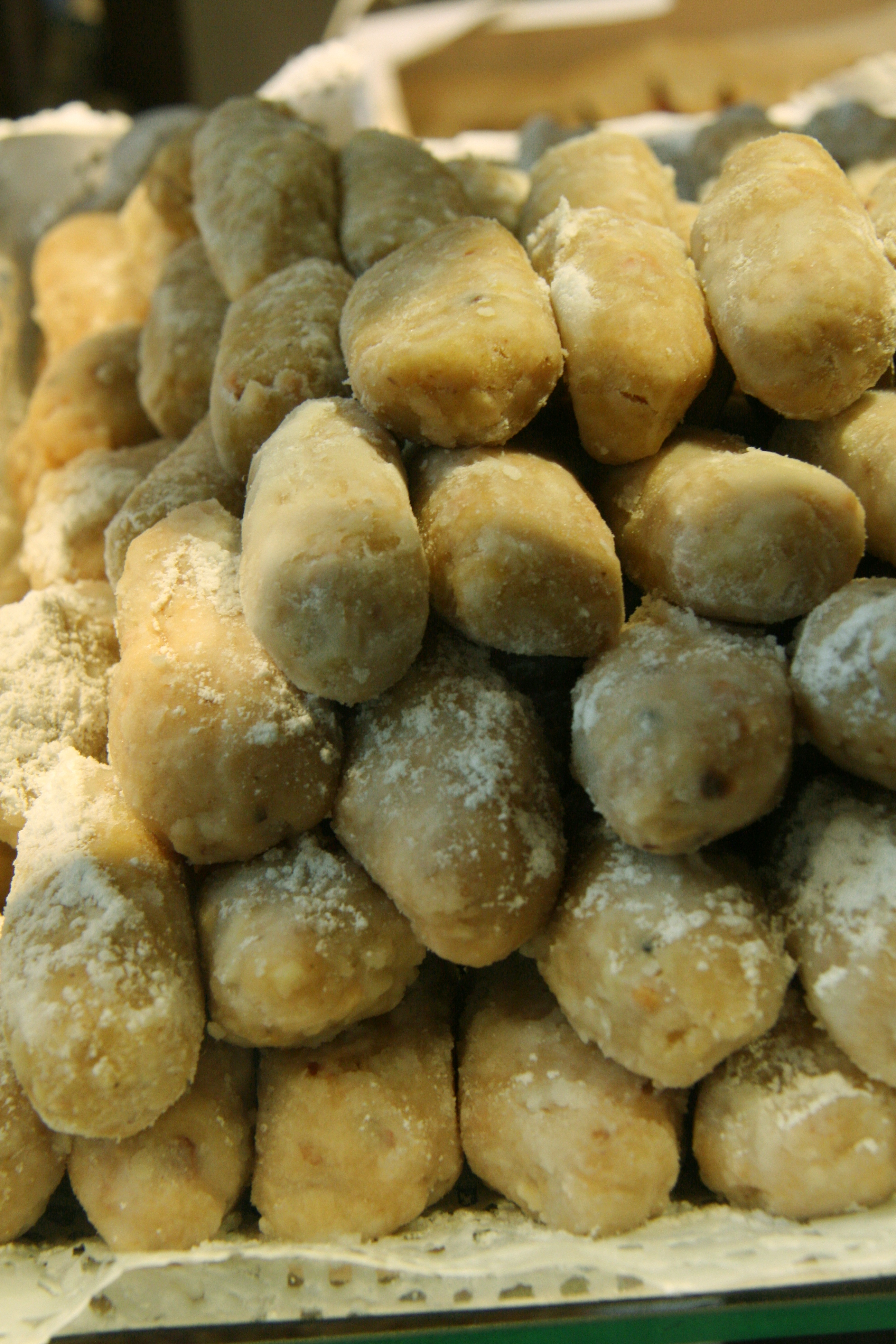
Alfajores andaluces.

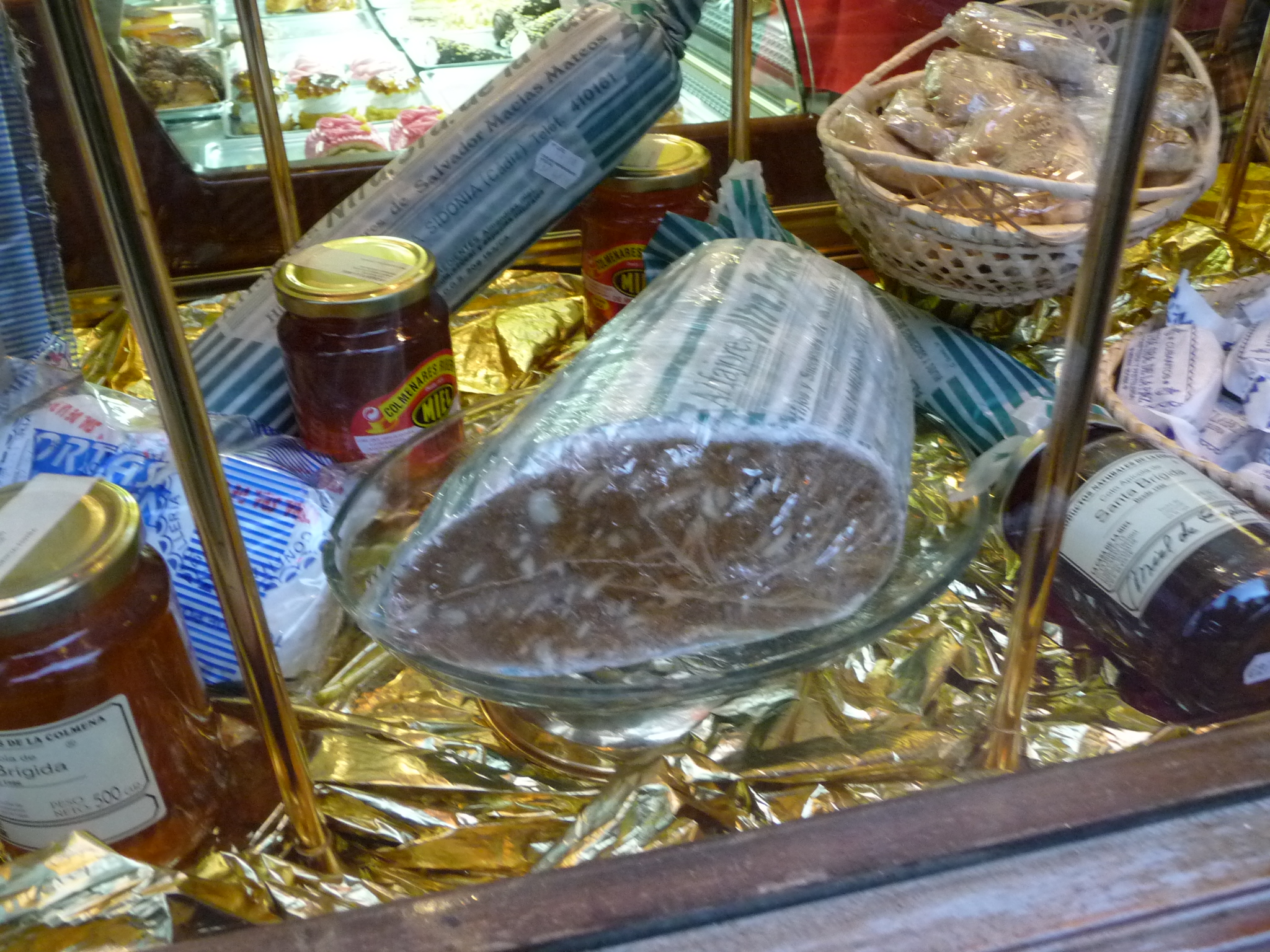
Alfajor grande de Medina Sidonia.

En España, el alfajor es un dulce de la repostería española, una variedad de dulce típicamente navideño, propio de la cocina andaluza y también de Murcia. Suele estar realizado a partir de una pasta de almendras, nueces y miel, al igual que muchos otros dulces tradicionales como el turrón o el mazapán. Puede ser en forma de cilindro compacto hecho con la masa aglomerada con pan rallado, o bien con pasta de miel como relleno entre obleas de harina de trigo. En el segundo caso su aspecto es similar al de los macaroons.
Se trata de una golosina originaria de la gastronomía de al-Ándalus. Su nombre proviene del hispano-árabe al-hasú que significa 'el relleno'. Este mismo dulce sirvió de inspiración al alfajor iberoamericano, ya que los españoles lo llevaban como suplemento alimenticio en los barcos.

## Historia
El libro de cocina hispano-magrebí Kitāb al tabīkh (de autor anónimo) menciona una preparación que por similitud hoy en día se denomina alajú (una especie de turrón). El gramático español Nebrija lo nombra por primera vez en su Diccionario latino-español de Nebrija (1492) como: 'alfaxor' o 'alaxur' (donde ya los considera sinónimos). Ya en el siglo XII el autor Raimundo Martín describe en su obra 'vocabulista' otra etimología posible, del hispano-árabe 'fasur' que significa 'néctar'. La presencia de este dulce se hace patente en la zona del Andalucía durante los siglos XII y XIII Se viene elaborando en Andalucía desde los tiempos de Al-Ándalus hasta nuestros días. En la España del siglo X.
Debido a la popularidad de este alimento los alfajores iban ya en los almacenes de las primeras naves de los españoles que se dirigían a América, Las primeras referencias de su presencia en América mencionan a Venezuela. La popularidad de este dulce en el siglo XVI queda patente en obras literarias como Guzmán de Alfarache. En estas referencias de Mateo Alemán aparece como alajur y lo describe como una masa de pan a la que se añadía miel.
Fue adoptado en Argentina, Uruguay, Paraguay y otros países de América Latina, donde se emplea habitualmente dulces como el dulce de leche. Es my probable que haya llegado desde España de la mano de colonizadores andaluces. Se empezó a comercializar a mediados del siglo XIX, siendo uno de sus pioneros Augusto Chammás, francés, que llegó a esas costas en 1840, y en 1869 fundó una pequeña industria familiar dedicada a la confección de confitura, entre ellas el alfajor.

## Variantes españolas
Es frecuente ver este tipo de dulce en las pastelerías y casas del sur de España, refleja de alguna manera las costumbres andalusíes del pasado. Aunque ya se conocía como alajur en ciertas zonas de Castilla. En algunas zonas de León se encuentran variantes como el arajul de Miranda del Castañar (Salamanca), y otras zonas de Castilla, donde se denomina más propiamente Alajú. Existen variantes de alfajores en diversas partes del sur como en Cuenca, Utiel y la Alcarria (Guadalajara) donde se suele incluir entre dos obleas (pan de ángel).
En Medina Sidonia (Cádiz). El Consejo Regulador de la I.G.P. «Alfajor de Medina-Sidonia» es el órgano de certificación y promoción de este dulce elaborado a base de miel pura de abeja, almendras, avellanas, harina, pan rallado y especias: (cilantro, clavo, matalahuva, ajonjolí y canela). Este dulce se elabora desde hace más de 500 años en la localidad. se presenta en formato individual y en medio kilo. Es de forma cilíndrica y recuerda su sabor a la miel y a los frutos secos. En Extremadura, concretamente en Cáceres es muy popular la rosquilla de alfajor.
En la Región de Murcia se denomina alfajor a un dulce navideño de origen árabe parecido al turrón realizado con almendras, avellanas, miel, azúcar, pan rallado, canela, clavo y anís entre obleas de harina de trigo. Una tradición antiquísima que ha sabido mantenerse desde la época del antiguo Reino de Murcia. Se elabora principalmente en la Comarca del Noroeste y en las Pedanías Altas de Lorca.
Los alfajores de Valverde, muy conocidos en Andalucía. En Valverde del Camino, provincia de Huelva, Andalucía, se fabrican artesanalmente las tortas de alfajor, que consisten en una masa de miel, almendras, pan molido, canela, clavo y matalahuva que rellena dos obleas. Estas obleas son popularmente llamadas hostias por hacerse de la misma forma que las hostias que se consagran en la misa católica. Suelen venderse envueltos en celofán y está documentada su elaboración desde hace dos siglos. A su fama han contribuido las alfajoreras, mujeres de Valverde que se desplazaban a las Ferias y Romerías de la región con sus puestos de dulces y turrón, con un circuito que empezaba en la Feria de Sevilla y terminaba por Todos los Santos en la Feria de Niebla. Los mejores «cantaores» de fandangos llevan en su repertorio una letrilla popular que dice:

Dos cosas tiene Valverde
que no las tiene La Habana
tortillas de gurumelos
y alfajor de Las Manzanas.

## Variantes en otros países
Un producto también llamado "alfajor" es muy popular en varios países de Sudamérica; si bien es un homónimo y deriva originalmente del producto andaluz, los "alfajores latinoamericanos" son hoy en la actualidad una confección muy distinta en aspecto, sabor, y tradiciones. Por ejemplo, los alfajores argentinos y uruguayos son golosinas basadas en galletas dulces, dulce de leche, y chocolate. No suelen llevar miel, nueces, pasta de almendra o pan rallado; se consumen todos los días y no tienen relación alguna con la Navidad. Aunque en Medina Sidonia se elaboran y consumen todo el año, y no únicamente en Navidad.